# Liebherr LR 11350

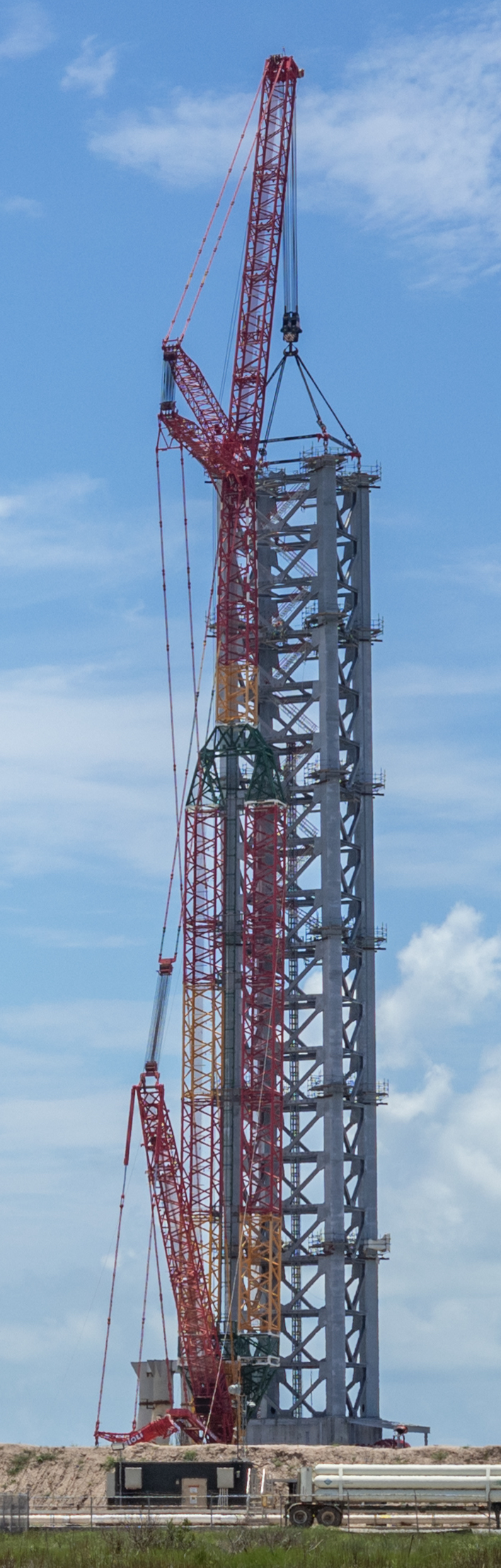
Montage des Versorgungsturms für Starship in Südtexas

Der LR 11350 ist ein Raupenkran der Firma Liebherr. 
Mit einer Tragfähigkeit von 1350 Tonnen zählt der im Jahr 2006 entwickelte Kran zu den stärksten Raupenkranen der Welt. Die Gesamthöhe des Gittermastes beträgt 228 Meter und die Hakenhöhe beträgt 223 Meter. Der Raupenkran wird zum Transport auf Tiefladern in einzelne Teile zerlegt. Jedes Teil wird auf einem separaten Tieflader zur Baustelle transportiert. Der Raupenkran wird dann direkt am Einsatzort zusammengebaut.

## Gittermast
Der LR 11350 ist mit einer Gesamthöhe des Gittermastes von 228 m einer der höchsten Gittermastkrane und Raupenkrane der Welt, er setzt sich aus dem Hauptausleger mit 114 Meter Länge und einer Wippspitze mit ebenfalls 114 Meter Länge zusammen. Das Auslegersystem ist in verschiedenen Varianten zusammensetzbar, da es aus einzelnen Teilen besteht. Der Hauptausleger ist von 30 bis 150 m verlängerbar. Der Derrickausleger hat eine Höhe von 42 Metern.

## Technische Daten
- Maximale Traglast: 1.350 t[1]
- Maximales Lastmoment: 22.748 tm[1]
- Hauptausleger: 30–150 m
- Gitterspitze: 36–114 m
- Derrickausleger: 42 m[1]
- Derrickballast: 660 t
- Motor: bis Tier2 Cummins, 6-Zylinder-Turbodiesel, 640 kW, ab Stufe 5 Liebherr 12-Zylinder-Turbodiesel 660 kW
- Fahrgeschwindigkeit: bis 1,08 km/h
- Gesamtballast:  1.000 t

### Ausleger
- Hauptausleger: 30–150 m
- Hauptausleger mit Gitterspitze: 48–114 m
- Gitterspitze: 36–114 m
- Derrickausleger: 42 m
- Gesamthöhe: 228 m

### Unterbau
- Gesamtbreite: 13,00 m
- Breite Oberbau: 8,32 m
- Gesamthöhe: 9,52 m
- Raupenhöhe: 2,50 m
- Raupenbreite: 2,00–2,50 m

## Einsätze
Ein Exemplar des LR 11350 wurde im Oktober 2023 beim Einsturz der Randklev bru der norwegischen Dovrebane zur Bergung der Brückenteile verwendet.
Im Jahr 2021 wurde ein LR 11350 beim Bau von Fundamenten und der Infrastruktur am Weltraumbahnhof Starbase in Boca Chica, Texas eingesetzt.
2012 errichtete ein LR 11350 der Firma Weldex die Seilbahn über die Themse, die anlässlich der olympischen Sommerspiele 2012 errichtet wurde. Aufgrund der Nähe zum Flughafen durfte der Kran in Konfiguration mit 96-m-Hauptmast und 84-m-Wippspitze nur in begrenzten Zeitfenstern arbeiten.